# Editora Draco
Editora Draco é uma editora brasileira especializada em autores nacionais de literatura fantástica, ficção científica, ficção especulativa e histórias em quadrinhos.
Desde 2013, o escritor Raphael Fernandes assumiu o cargo de editor da Draco (cargo que exerceu em paralelo com o de editor da versão brasileira da revista Mad).

## Prêmios
Especialmente voltada para antologias literárias e de HQs, as obras da Draco têm acumulado várias premiações ao longo dos anos e se tornado finalista em prêmios significativos, como o tradicional Prêmio Jabuti e o Prêmio Le Blanc:
- Troféu HQ Mix

Em 2016, nas categorias "especial mangá" (com a obra Quack - Patadas Voadoras, de Kaji Pato) e "publicação mix" (com a coletânea O Rei Amarelo em quadrinhos, organizada por Raphael Fernandes). Neste ano, o roteirista Zé Wellington recebeu o troféu na categoria "novo talento roteirista" por Steampunk Ladies - Vingança a Vapor, publicado pela Draco.
Em 2017, na categoria "publicação mix" (com a coletânea O Despertar de Cthulhu em Quadrinhos, organizada por Raphael Fernandes).
- Prêmio Argos

Em 2012, o escritor Gerson Lodi-Ribeiro venceu o Argos na categoria "melhor romance" graças à obra A Guardiã da Memória. Na ocasião, o autor recebeu também a homenagem pelo conjunto da obra.
Em 2013, o conto No vácuo você pode ouvir o espaço gritar, do escritor Carlos Orsi, venceu o Argos em sua categoria.
Em 2015, o conto Clitoridectomia, de Carlos Orsi, foi agraciado com o Argos na categoria "melhor conto". A coletânea Vaporpunk: Novos Documentos de uma Pitoresca Era Steampunk, organizada pelos escritores Fábio Fernandes e Romeu Martins, recebeu o prêmio da categoria.
Em 2016, o romance Império de Diamante, do escritor J. M. Beraldo, recebeu o troféu Argos na categoria "melhor romance de literatura fantástica". Venceu também na categoria "melhor coletânea" com a obra Monstros Gigantes - Kaiju, organizada por Luiz Felipe Vasques e Daniel Russell Ribas. Ganhou o prêmio na categoria "melhor conto" por O Grande Caçador Branco, de Luiz Felipe Vasques. Por fim, o editor e fundador da Draco, Erick Sama, recebeu o prêmio Argos na categoria "conjunto da obra".
Em 2017, a Editora Draco viu suas publicações receberem três prêmios: venceu na categoria "melhor romance de literatura fantástica" com o livro O Esplendor, de Alexey Dodsworth. Venceu também na categoria "melhor coletânea", com o livro Medieval: Contos de uma Era Fantástica, organizado pela escritora Ana Lúcia Merege e pelo escritor Eduardo Kasse. Por fim, o conto O Grande Livro do Fogo, de Ana Lúcia Merege, recebeu o troféu na categoria "melhor conto".
- Prêmio Le Blanc

Em 2020, a antologia Duendes, organizada pela escritora Ana Lúcia Merege, foi premiada na categoria "melhor antologia".